# Dominique Bond-Flasza
Dominique Bond-Flasza (New York, 11 settembre 1996) è una calciatrice giamaicana, difensore del Tindastóll e della nazionale giamaicana.

## Carriera

### Calcio universitario
Nata a New York, nell'omonimo stato federale degli Stati Uniti d'America nel 1996, da padre polacco e madre giamaicana, si appassiona al calcio fino dalla giovane età affiancandolo al suo percorso scolastico, nei quattordici anni trascorsi in Canada prima di tornare negli Stati Uniti, fino all'università. Iscritta all'università del Washington (University of Washington - UW o U-Dub), entra a far parte del programma atletico giocando nella squadra di calcio universitario femminile, le Washington Huskies, iscritta al National Collegiate Athletic Association (NCAA) dal 2014 al 2017.

### Club
Nel 2017 sottoscrive un contratto con il Seattle Sounders rimanendo legata alla squadra fino all'estate 2018, trasferendosi in seguito in Europa, al PSV Eindhoven, squadra olandese facendo il suo debutto in Eredivisie vrouwen, massimo livello del campionato olandese femminile di calcio e dove il 2 novembre 2018 sigla la sua prima rete in un campionato estero, quella che apre le marcature nell'incontro vinto per 3-1 sul PEC Zwolle.

### Nazionale
Nel 2018 ha disputato le prime gare ufficiali con la nazionale giamaicana ed è stata convocata per il CONCACAF Women's Championship, dove totalizza 4 presenze su 5 incontri, tra i quali la finalina per il terzo posto vinta sulle avversarie del Panama segnando il rigore decisivo che ha assicurato alla sua nazionale la prima storica qualificazione delle Reggae Girlz a un Mondiale, quello di Francia 2019.